# Токушинский сельский округ
Токушинский сельский округ (каз. Тоқыш ауылдық округі) — административная единица в составе Аккайынского района Северо-Казахстанской области Казахстана. Административный центр — село Токуши.
Население — 2771 человек (2009, 3726 в 1999, 4094 в 1989).

## История
Токушинский сельсовет образован 27 октября 1924 года.  12 января 1994 года постановлением главы Северо-Казахстанской областной администрации создан Токушинский сельский округ. Село Сосновка было передано в состав Бугровского сельского совета Соколовского района (современный Кызылжарский район) 12 февраля 1997 года. Село Кольцовка было ликвидировано 27 мая 2005 года..

## Состав
В состав округа входят такие населенные пункты:
| Населенный пункт | Население, человек (1989) | Население, человек (1999) | Население, человек (2009) |
| ---------------- | ------------------------- | ------------------------- | ------------------------- |
| Камышлово, село  | 494                       | 694                       | 339                       |
| Кольцовка, село  | 307                       | -                         | -                         |
| Токуши, село     | 2897                      | 2586                      | 2066                      |
| Тюменка, село    | 396                       | 446                       | 366                       |